# آنری فرانسیون
آنری فرانسیون (فرانسوی: Henri Françillon‎؛ زادهٔ ۲۶ مهٔ ۱۹۴۶) بازیکن فوتبال اهل هائیتی بود.
از باشگاه‌هایی که در آن بازی کرده‌است می‌توان به باشگاه فوتبال مونیخ ۱۸۶۰ اشاره کرد.
وی همچنین در تیم ملی فوتبال هائیتی بازی کرده‌است.